# 西巣鴨
西巣鴨（にしすがも）は、東京都豊島区の町名。現行行政地名は西巣鴨一丁目から四丁目。住居表示実施済区域。

## 地理
東端は概ね折戸通りを境界に北区西ケ原・巣鴨・北大塚、西端は明治通りの上池袋交差点 - 西巣鴨四交差点の区間を挟んで上池袋・北区滝野川、南端は宮仲公園通り・都立文京高校に南接する道路を挟んで北大塚・上池袋と、北端は西巣鴨体育場のある道路で北区滝野川と接する。
全体的に南側が旧谷端川流域で谷になっており、北側になだらかに高くなっていく地形である。

### 地価
住宅地の地価は、2025年（令和7年）1月1日の公示地価によれば、西巣鴨1-30-2の地点で69万5000円/m2となっている。

## 世帯数と人口
2023年（令和5年）1月1日現在（東京都発表）の世帯数と人口は以下の通りである。
| 丁目         | 世帯数    | 人口     |
| ------------ | --------- | -------- |
| 西巣鴨一丁目 | 2,689世帯 | 4,717人  |
| 西巣鴨二丁目 | 2,579世帯 | 4,028人  |
| 西巣鴨三丁目 | 1,363世帯 | 2,323人  |
| 西巣鴨四丁目 | 1,131世帯 | 1,706人  |
| 計           | 7,762世帯 | 12,774人 |

### 人口の変遷
国勢調査による人口の推移。
| 年                 | 人口   |
| ------------------ | ------ |
| 1995年（平成7年）  | 11,029 |
| 2000年（平成12年） | 10,937 |
| 2005年（平成17年） | 11,674 |
| 2010年（平成22年） | 13,261 |
| 2015年（平成27年） | 13,326 |
| 2020年（令和2年）  | 13,510 |

### 世帯数の変遷
国勢調査による世帯数の推移。
| 年                 | 世帯数 |
| ------------------ | ------ |
| 1995年（平成7年）  | 5,382  |
| 2000年（平成12年） | 5,577  |
| 2005年（平成17年） | 6,237  |
| 2010年（平成22年） | 7,249  |
| 2015年（平成27年） | 7,567  |
| 2020年（令和2年）  | 7,694  |

## 学区
区立小・中学校に通う場合、学区は以下の通りとなる（2017年12月現在）。なお、豊島区の小・中学校では学校選択制度を導入しており、以下の指定校に隣接している通学区域の学校も選択することが可能。
| 丁目         | 番地            | 小学校               | 中学校               |
| ------------ | --------------- | -------------------- | -------------------- |
| 西巣鴨一丁目 | 4〜14番         | 豊島区立豊成小学校   | 豊島区立巣鴨北中学校 |
| 西巣鴨一丁目 | 1〜3番 15〜38番 | 豊島区立西巣鴨小学校 | 豊島区立巣鴨北中学校 |
| 西巣鴨二丁目 | 全域            | 豊島区立西巣鴨小学校 | 豊島区立巣鴨北中学校 |
| 西巣鴨三丁目 | 全域            | 豊島区立朝日小学校   | 豊島区立巣鴨北中学校 |
| 西巣鴨四丁目 | 全域            | 豊島区立朝日小学校   | 豊島区立巣鴨北中学校 |

## 交通

### 鉄道
白山通り直下を都営地下鉄三田線が、折戸通り西側を都電荒川線が通る。
- 西巣鴨駅（都営地下鉄三田線）
- 新庚申塚停留場（都電荒川線）
- 庚申塚停留場（都電荒川線）
- 巣鴨新田停留場（都電荒川線）

### バス
明治通り・白山通りを都営バスが通っている。（王40甲・王40出入・王55・草63・草63-2・草64・深夜02）
停留所
- 西巣鴨
- 堀割

### 道路
- 明治通り - 町域西端を南北に通る。
- 白山通り - 町域の南東から北西に通る。北側は4丁目。
- 首都高速道路 - 明治通りの上に高架で通っている。
- 宮仲公園通り（東京都道436号小石川西巣鴨線） - 旧名称「癌研通り」。大塚駅と北池袋駅を結び、町域南端を東西に通る。

## 事業所
2021年（令和3年）現在の経済センサス調査による事業所数と従業員数は以下の通りである。
| 丁目         | 事業所数  | 従業員数 |
| ------------ | --------- | -------- |
| 西巣鴨一丁目 | 104事業所 | 855人    |
| 西巣鴨二丁目 | 98事業所  | 726人    |
| 西巣鴨三丁目 | 78事業所  | 1,327人  |
| 西巣鴨四丁目 | 93事業所  | 653人    |
| 計           | 373事業所 | 3,561人  |

### 事業者数の変遷
経済センサスによる事業所数の推移。
| 年                 | 事業者数 |
| ------------------ | -------- |
| 2016年（平成28年） | 350      |
| 2021年（令和3年）  | 373      |

### 従業員数の変遷
経済センサスによる従業員数の推移。
| 年                 | 従業員数 |
| ------------------ | -------- |
| 2016年（平成28年） | 3,176    |
| 2021年（令和3年）  | 3,561    |

## 施設

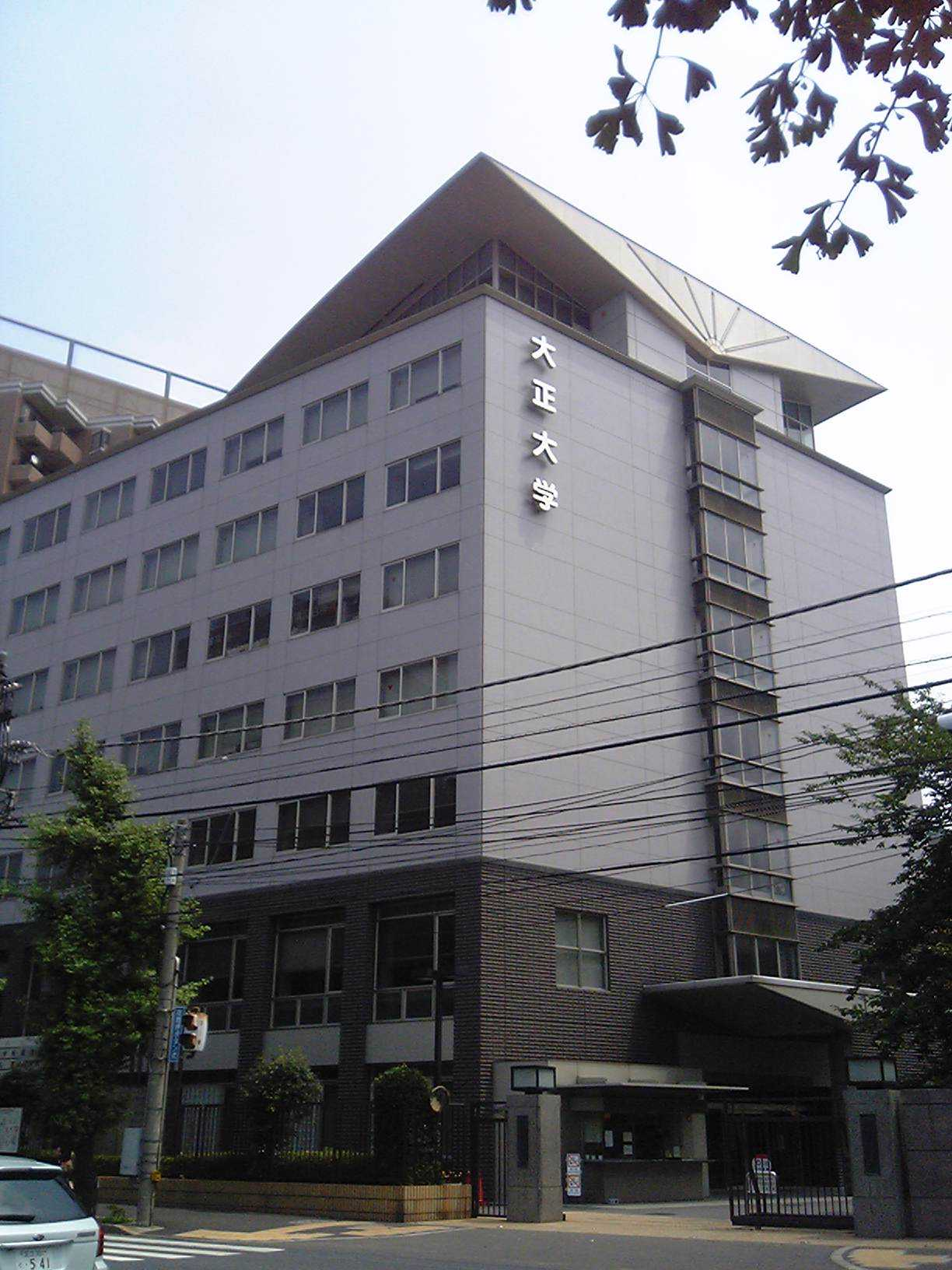
大正大学

- 大正大学
- 東京大学豊島学寮
- 東京都立文京高等学校
- 淑徳巣鴨中学校・高等学校
- 豊島区立巣鴨北中学校
- 豊島区立西巣鴨小学校
- 西巣鴨幼稚園
- 千川上水公園
- 西巣鴨公園
- 西巣鴨体育場
- 豊島区立西巣鴨第三保育園
- 豊島西巣鴨一郵便局
- 豊島西巣鴨郵便局
- 豊島西巣鴨四郵便局
- 山口病院
- 巣鴨病院
- 田久保病院
- 城北信用金庫巣鴨支店
- にしすがも創造舎
- 東光庵 - 西巣鴨二丁目。
- 妙法寺 - 西巣鴨二丁目。
- 講安寺墓地 - 西巣鴨四丁目。
- 良感寺 - 西巣鴨四丁目。
- 清巌寺 - 西巣鴨四丁目。
- 善養寺 - 西巣鴨四丁目。
- 妙行寺 - 西巣鴨四丁目。
- 西方寺 - 西巣鴨四丁目。
- 盛雲寺 - 西巣鴨四丁目。

### 休止中の施設
- パチンコ天国 - 3丁目19-8。長期休業中。

## 出身・ゆかりのある人物
- 石川大我（政治家） - 立憲民主党所属の参議院議員、元豊島区議会議員。
- 林家こん平（落語家）- 居住。
- 伊東一雄（野球解説者）

## その他

### 日本郵便
- 郵便番号 : 170-0001[3]（集配局 : 豊島郵便局[15]）。